# Not Enough
«Not Enough» — сорок пятый в общем и пятый с альбома Balance сингл хард-рок группы Van Halen, выпущенный 18 июля 1995 года на лейбле Warner Bros.

## О сингле
Достиг 6 строчки в Канаде, 97 в США и 27 в чарте Hot Mainstream Rock Tracks.
На радио фигурирует со «Strung Out» — инструменталом, предшествуемым ему на альбоме.
В припевах песни появляется в качестве гостя Стив Люкатер из Toto, который уже сотрудничал с группой на сингле «Top of the World» (1991).

## Список композиций
7" сингл США
| №  | Название     | Длительность |
| -- | ------------ | ------------ |
| 1. | «Not Enough» | 5:12         |

| №  | Название    | Длительность |
| -- | ----------- | ------------ |
| 1. | «Amsterdam» | 4:44         |

CD Япония
| №  | Название           | Длительность |
| -- | ------------------ | ------------ |
| 1. | «Not Enough»       | 5:12         |
| 2. | «Right Now (Live)» | 6:13         |
| 3. | «Dreams (Live)»    | 4:49         |

CD США
| №  | Название     | Длительность |
| -- | ------------ | ------------ |
| 1. | «Not Enough» | 5:12         |
| 2. | «Amsterdam»  | 4:44         |

## Участники записи
- Сэмми Хагар — вокал
- Эдди Ван Хален — электрогитара, бэк-вокал, синтезатор
- Майкл Энтони — бас-гитара, бэк-вокал
- Алекс Ван Хален — ударные

Приглашённые музыканты:
- Стив Люкатер — бэк-вокал